# Järämänjärvi
Järämänjärvi är en sjö i Kiruna kommun i Lappland och ingår i Torneälvens huvudavrinningsområde. Sjön har en area på 0,0552 kvadratkilometer och ligger 270,8 meter över havet.

## Delavrinningsområde
Järämänjärvi ingår i det delavrinningsområde (758600-180355) som SMHI kallar för Ovan VDRID = Äijäjoki i Muonioälvens vattendragsy*. Medelhöjden är 281 meter över havet och ytan är 34,92 kvadratkilometer. Räknas de 240 avrinningsområdena uppströms in blir den ackumulerade arean 7 906,64 kvadratkilometer. Muonioälven (Njärrejåkkå) som avvattnar avrinningsområdet har biflödesordning 2, vilket innebär att vattnet flödar genom totalt 2 vattendrag innan det når havet efter 364 kilometer. Avrinningsområdet består mestadels av skog (73 procent) och sankmarker (23 procent). Avrinningsområdet har 1,19 kvadratkilometer vattenytor vilket ger det en sjöprocent på 3,4 procent.